# 카브레라후티아
카브레라후티아(Mesocapromys angelcabrerai)는 후티아과에 속하는 설치류의 일종이다. 쿠바의 토착종이다. 자연 서식지는 아열대 또는 열대 기후 지역의 홍수림과 습지이다. 서식지 감소로 멸종 위협을 받고 있다.